# 僜湍蛙
僜湍蛙（学名：Amolops deng），一种于中华人民共和国西藏自治区察隅县下察隅镇塔林村附近的溪流发现的两栖动物，隶属于蛙科湍蛙属。

## 形态特征
僜湍蛙体型中等，雄蛙体长50.3～57.6毫米，雌蛙体长68.5～72毫米。身体背部皮肤光滑，呈棕色，散布黑色小碎斑；背侧褶侧面为黑色纵线；体侧浅棕色，无明显色斑；四肢背侧具边缘不清晰的黑色横斑；腹部乳黄色，有极少灰色碎斑；四肢腹面黄色较深。